# Wehrda (Marburg)
Wehrda ist ein Stadtteil der Universitätsstadt Marburg im mittelhessischen Landkreis Marburg-Biedenkopf.

## Geographische Lage
Der Stadtteil Wehrda liegt unmittelbar nördlich der Kernstadt Marburg zwischen dem westlichen rechten Ufer der Lahn und dem Waldrand unterhalb des Mosenberges (356 m) und des Gebrannten Berges (340 m), die sich in den Marburger Rücken einreihen. Am östlichen linken Lahnufer gehört unterhalb einer Lahnschleife am Mittelhäuser Berg ein ausgedehntes Gewerbegebiet mit dem Messeplatz im Süden ebenfalls zu dem Stadtteil. Die Gemarkung Wehrda reicht von der Kammlinie des Marburger Rückens im Westen bis an den Fuß der Lahnberge im Osten und umfasst 812 Hektar, davon sind 318 Hektar bewaldet.

## Geschichte

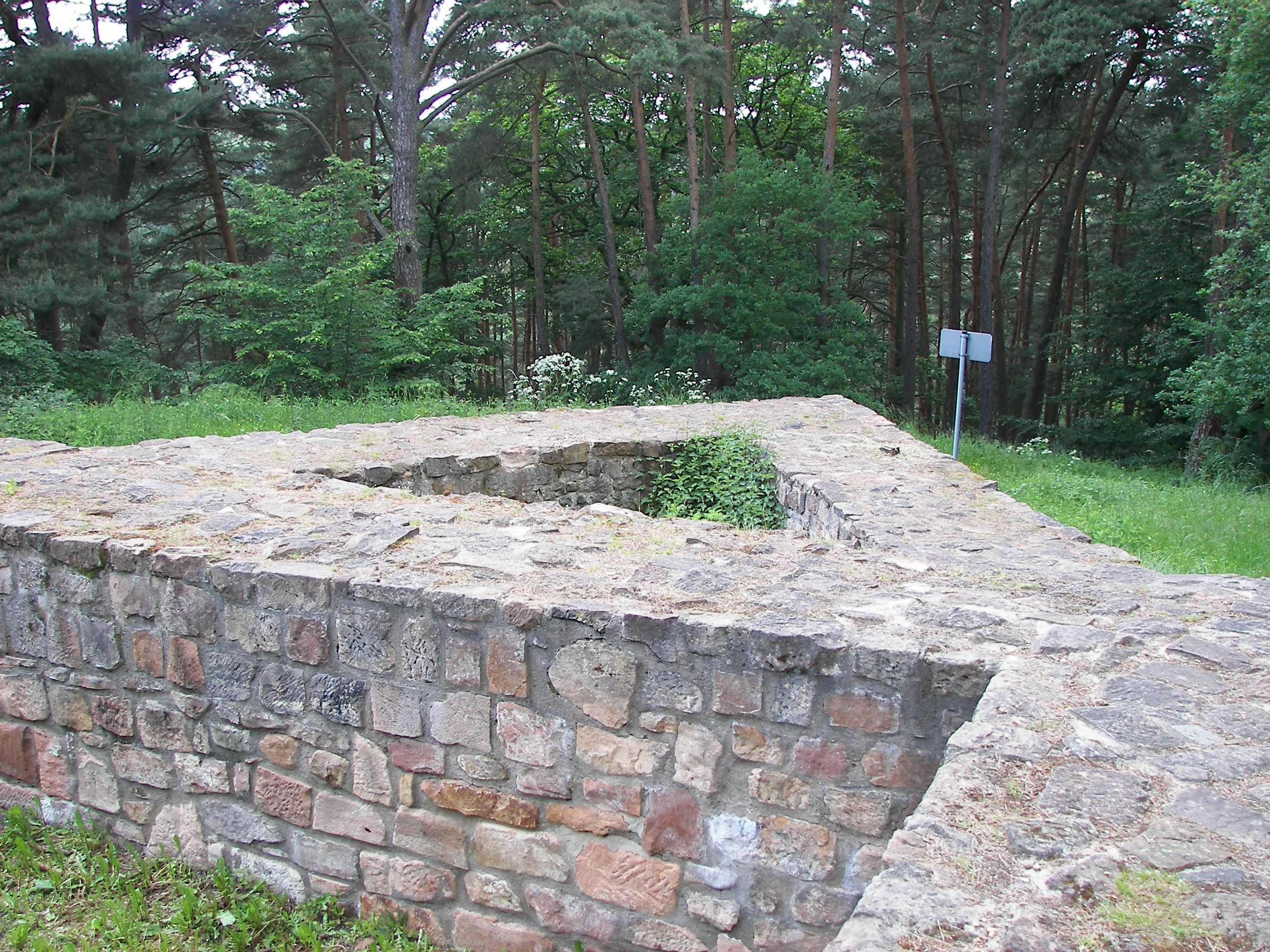
Burgruine Weißenstein im nördlichen Ortsgebiet

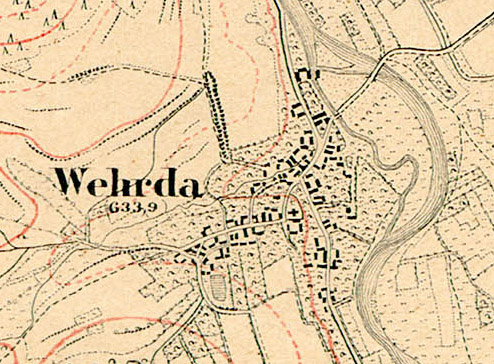
Topografische Karte 1857

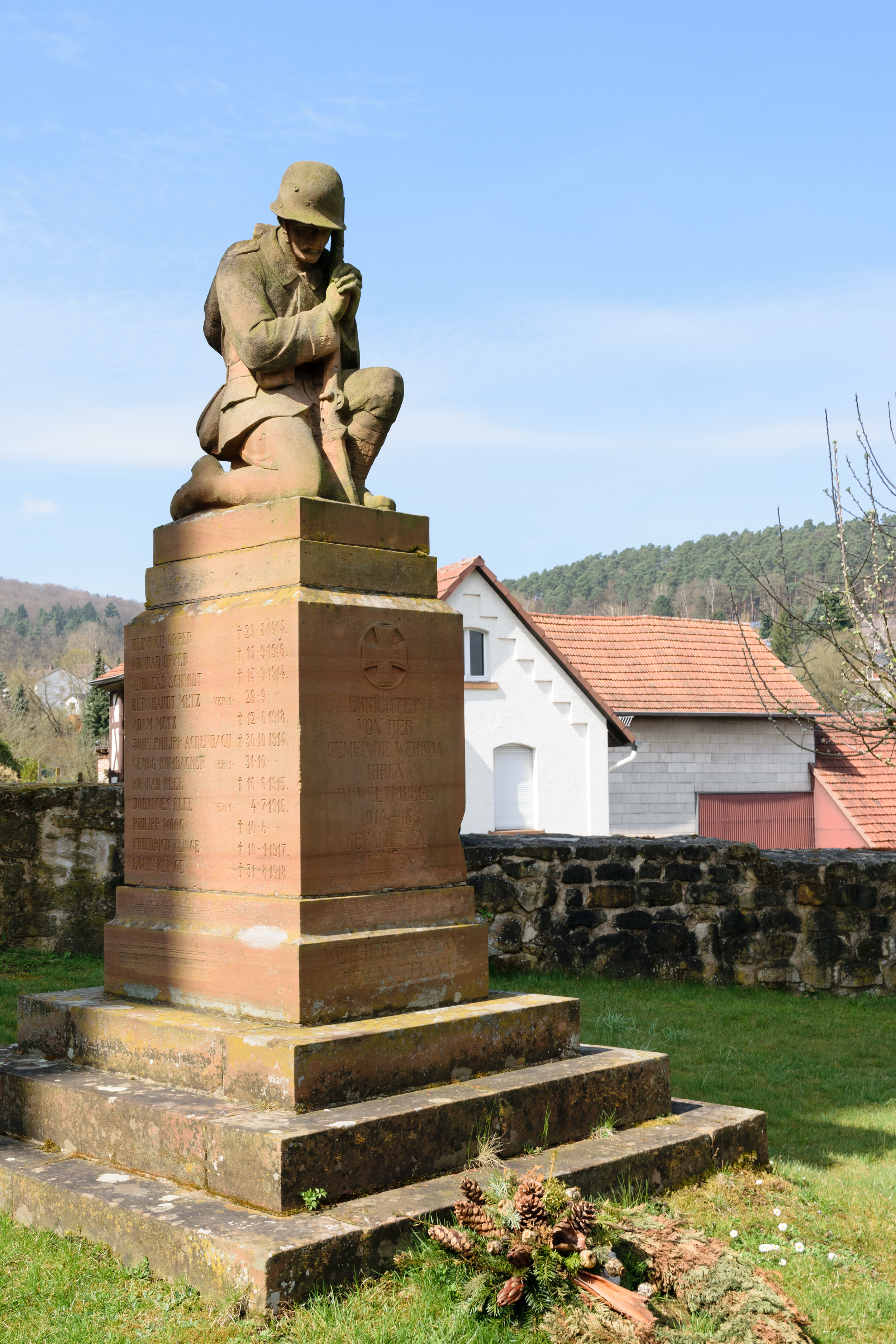
Soldatendenkmal neben der Martinskirche

### Ortsgeschichte
Die älteste bekannte schriftliche Erwähnung von Wehrda erfolgte unter dem Namen Werthe im Jahr 1232 in einer Urkunde der Deutschordensballei Hessen. Der Name des Ortes leitet sich von dem Begriff Werder ab, der eine leicht erhöhte Lage am Ufer bezeichnet.
Nach dem ältesten erhaltenen Salbuch (Erbregister) des Amtes Marburg von 1374 war Wehrda neben Cappel, Marbach und Ockershausen ein Hausdorf der Landgrafen von Hessen. Dies bedeutete, dass die Bewohner dieser dem Marburger Schloss am nächsten gelegenen Dörfer zu zusätzlichen Hand- und Spanndiensten für die Landgrafen verpflichtet waren.
Die evangelische Martinskirche wurde 1769–74 in ihrer heutigen Form erbaut. Ihr Turm stammt aus dem 14. Jahrhundert. Im 16. Jahrhundert erfolgte die Einführung der Reformation in Hessen und die Einwohnerschaft wurde evangelisch-lutherisch.
Im Norden von Wehrda befinden sich an einem Bergsporn oberhalb der Lahn die Reste der Burg Weißenstein, die um 1020 errichtet und noch vor 1200 wieder aufgegeben wurde.
Im Zuge der Gebietsreform in Hessen wurden zum 1. Juli 1974 kraft Landesgesetz insgesamt 13 Gemeinden in die Stadt Marburg eingegliedert, darunter die bis dahin selbständige Gemeinde Wehrda mit damals knapp 4000 Einwohnern. Für diese Stadtteile wurde je ein Ortsbezirk eingerichtet.
In den 1970er und 1980er Jahren wurden im Norden des Stadtteils große Neubaugebiete errichtet. Auf dem Ostufer der Lahn entstand nördlich der Bundesstraße 3 ein Einkaufszentrum.

### Verwaltungsgeschichte im Überblick
Die folgende Liste zeigt die Staaten und Verwaltungseinheiten, denen Wehrda angehört(e):
- vor 1567: Heiliges Römisches Reich, Landgrafschaft Hessen, Amt Marburg[7]
- ab 1567: Heiliges Römisches Reich, Landgrafschaft Hessen-Marburg, Amt Marburg[8]
- 1604–1648: Heiliges Römisches Reich, strittig zwischen Landgrafschaft Hessen-Darmstadt und Landgrafschaft Hessen-Kassel (Hessenkrieg), Amt Marburg
- ab 1648: Heiliges Römisches Reich, Landgrafschaft Hessen-Kassel, Amt Marburg[9]
- ab 1806: Landgrafschaft Hessen-Kassel, Amt Marburg
- 1807–1813: Königreich Westphalen,[Anm. 2] Departement der Werra, Distrikt Marburg, Kanton Kaldern
- ab 1815: Kurfürstentum Hessen,[Anm. 3] Oberhessen, Amt Marburg[10]
- ab 1821: Kurfürstentum Hessen, Provinz Oberhessen, Kreis Marburg[11][Anm. 4]
- ab 1848: Kurfürstentum Hessen, Bezirk Marburg
- ab 1851: Kurfürstentum Hessen, Provinz Oberhessen, Kreis Marburg
- ab 1867: Königreich Preußen,[Anm. 5] Provinz Hessen-Nassau, Regierungsbezirk Kassel, Kreis Marburg
- ab 1871: Deutsches Reich, Königreich Preußen, Provinz Hessen-Nassau, Regierungsbezirk Kassel, Kreis Marburg
- ab 1918: Deutsches Reich, Freistaat Preußen, Provinz Hessen-Nassau, Regierungsbezirk Kassel, Kreis Marburg
- ab 1944: Deutsches Reich, Freistaat Preußen, Provinz Kurhessen, Landkreis Marburg
- ab 1945: Deutsches Reich, Amerikanische Besatzungszone,[Anm. 6] Groß-Hessen, Regierungsbezirk Kassel, Landkreis Marburg
- ab 1946: Deutsches Reich, Amerikanische Besatzungszone, Hessen, Regierungsbezirk Kassel, Landkreis Marburg
- ab 1949: Bundesrepublik Deutschland, Hessen, Regierungsbezirk Kassel, Landkreis Marburg
- ab 1974: Bundesrepublik Deutschland, Hessen, Regierungsbezirk Kassel, Landkreis Marburg-Biedenkopf, Stadt Marburg
- ab 1981: Bundesrepublik Deutschland, Hessen, Regierungsbezirk Gießen, Landkreis Marburg-Biedenkopf, Stadt Marburg

### Gerichte seit 1821
Mit Edikt vom 29. Juni 1821 wurden in Kurhessen Verwaltung und Justiz getrennt. Der Kreis Marburg wurde für die Verwaltung eingerichtet und das Landgericht Marburg war als Gericht in erster Instanz für Wehrda zuständig. 1850 wurde das Landgericht in Justizamt Marburg umbenannt. Nach der Annexion Kurhessens durch Preußen erfolgte am 1. September 1867 die Umbenennung des bisherigen Justizamtes in Amtsgericht Marburg. Auch mit dem Inkrafttreten des Gerichtsverfassungsgesetzes von 1879 blieb das Amtsgericht unter seinem Namen bestehen.

## Bevölkerung

### Einwohnerstruktur 2011
Nach den Erhebungen des Zensus 2011 lebten am Stichtag dem 9. Mai 2011 in Wehrda 5739 Einwohner. Darunter waren 522 (9,1 %) Ausländer.
Nach dem Lebensalter waren 843 Einwohner unter 18 Jahren, 2796 zwischen 18 und 49, 1035 zwischen 50 und 64 und 1062 Einwohner waren älter. Die Einwohner lebten in 2757 Haushalten. Davon waren 1182 Singlehaushalte, 636 Paare ohne Kinder und 558 Paare mit Kindern, sowie 207 Alleinerziehende und 171 Wohngemeinschaften. In 450 Haushalten lebten ausschließlich Senioren und in 2049 Haushaltungen leben keine Senioren.

### Einwohnerentwicklung
| Quelle: Historisches Ortslexikon | |
| • 1577:                          | 56 Hausgesesse |
| • 1604:                          | 59 Hausgesesse |
| • 1630:                          | 45 Gemeindsmänner, dazu 10 Haushalte, die von Witwen geführt werden. (2 vierspännige, 1 dreispännige, 8 zweispännige, 6 einspännige Ackerleute, 23 Einläuftige) |
| • 1681:                          | 35 hausgesessene Mannschaften |
| • 1747:                          | 84 Hausgesesse |
| • 1838:                          | Familien: 56 nutzungsberechtigte, 22 nicht nutzungsberechtigte Ortsbürger, 14 Beisassen                                                                         |

| Wehrda: Einwohnerzahlen von 1793 bis 2019 | Wehrda: Einwohnerzahlen von 1793 bis 2019 | Wehrda: Einwohnerzahlen von 1793 bis 2019 | Wehrda: Einwohnerzahlen von 1793 bis 2019 | Wehrda: Einwohnerzahlen von 1793 bis 2019 |
| --- | ----------------------------------------- | ----------------------------------------- | ----------------------------------------- | ----------------------------------------- |
| Jahr |                                           |                                           |                                           | Einwohner                                 |
| 1793 | 1793                                      |                                           | 393                                       | 393                                       |
| 1800 | 1800                                      |                                           | ?                                         | ?                                         |
| 1834 | 1834                                      |                                           | 450                                       | 450                                       |
| 1840 | 1840                                      |                                           | 452                                       | 452                                       |
| 1846 | 1846                                      |                                           | 483                                       | 483                                       |
| 1852 | 1852                                      |                                           | 505                                       | 505                                       |
| 1858 | 1858                                      |                                           | 472                                       | 472                                       |
| 1864 | 1864                                      |                                           | 472                                       | 472                                       |
| 1871 | 1871                                      |                                           | 432                                       | 432                                       |
| 1875 | 1875                                      |                                           | 464                                       | 464                                       |
| 1885 | 1885                                      |                                           | 529                                       | 529                                       |
| 1895 | 1895                                      |                                           | 603                                       | 603                                       |
| 1905 | 1905                                      |                                           | 807                                       | 807                                       |
| 1910 | 1910                                      |                                           | 876                                       | 876                                       |
| 1925 | 1925                                      |                                           | 1.141                                     | 1.141                                     |
| 1939 | 1939                                      |                                           | 1.409                                     | 1.409                                     |
| 1946 | 1946                                      |                                           | 1.835                                     | 1.835                                     |
| 1950 | 1950                                      |                                           | 1.784                                     | 1.784                                     |
| 1956 | 1956                                      |                                           | 2.040                                     | 2.040                                     |
| 1961 | 1961                                      |                                           | 2.414                                     | 2.414                                     |
| 1967 | 1967                                      |                                           | 3.738                                     | 3.738                                     |
| 1977 | 1977                                      |                                           | ?                                         | ?                                         |
| 1987 | 1987                                      |                                           | 5.824                                     | 5.824                                     |
| 1991 | 1991                                      |                                           | 6.257                                     | 6.257                                     |
| 1995 | 1995                                      |                                           | 6.282                                     | 6.282                                     |
| 2000 | 2000                                      |                                           | 6.351                                     | 6.351                                     |
| 2005 | 2005                                      |                                           | 6.310                                     | 6.310                                     |
| 2010 | 2010                                      |                                           | 6.558                                     | 6.558                                     |
| 2011 | 2011                                      |                                           | 5.739                                     | 5.739                                     |
| 2015 | 2015                                      |                                           | 5.751                                     | 5.751                                     |
| 2019 | 2019                                      |                                           | 5.929                                     | 5.929                                     |
| Datenquelle: Historisches Gemeindeverzeichnis für Hessen: Die Bevölkerung der Gemeinden 1834 bis 1967. Wiesbaden: Hessisches Statistisches Landesamt, 1968. Weitere Quellen: LAGIS; Stadt Marburg:1987–1998, 1999–2003, 2005–2010,2011–2015, 2019:; Zensus 2011 |                                           |                                           |                                           |                                           |

### Historische Erwerbstätigkeit
| Quelle: Historisches Ortslexikon | |
| • 1746:                          | Erwerbspersonen: 32 Ackerleute, zwei Schmiede, zwei Wagner, drei Schneider, 8 Leineweber, zwei Gastwirte, zwei Maurer, 5 Zimmerleute, zwei Fischer, zwei Müller, 18 Tagelöhner. |
| • 1838:                          | Familien: 39 Ackerbau, 43 Gewerbe, 10 Tagelöhner. |
| • 1961:                          | Erwerbspersonen: 120 Land- und Forstwirtschaft, 316 Produzierendes Gewerbe, 191 Handel und Verkehr, 396 Dienstleistungen und Sonstiges.                                         |

### Religion

#### Historische Religionszugehörigkeit
| Quelle: Historisches Ortslexikon |                                                                           |
| • 1861:                          | 433 evangelisch-lutherische, 2 römisch-katholische, 18 jüdische Einwohner |
| • 1961:                          | 2124 evangelische, 242 römisch-katholische Einwohner                      |
| • 1987:                          | 3688 evangelische (= 63,3 %), 963 katholische (= 16,5 %) Einwohner        |

Wehrda war bis zum Ende des Zweiten Weltkrieges ein protestantisch geprägter Ort. Auch heute noch gehört die Mehrheit der Einwohner zu den beiden evangelischen Kirchengemeinden. Durch den Zuzug von Vertriebenen nach Kriegsende und die weitere starke Bevölkerungszunahme stieg der Anteil der Katholiken im Ort an. Im nordwestlichen Ortsgebiet leben auch eingewanderte Muslime.

#### Kirchen

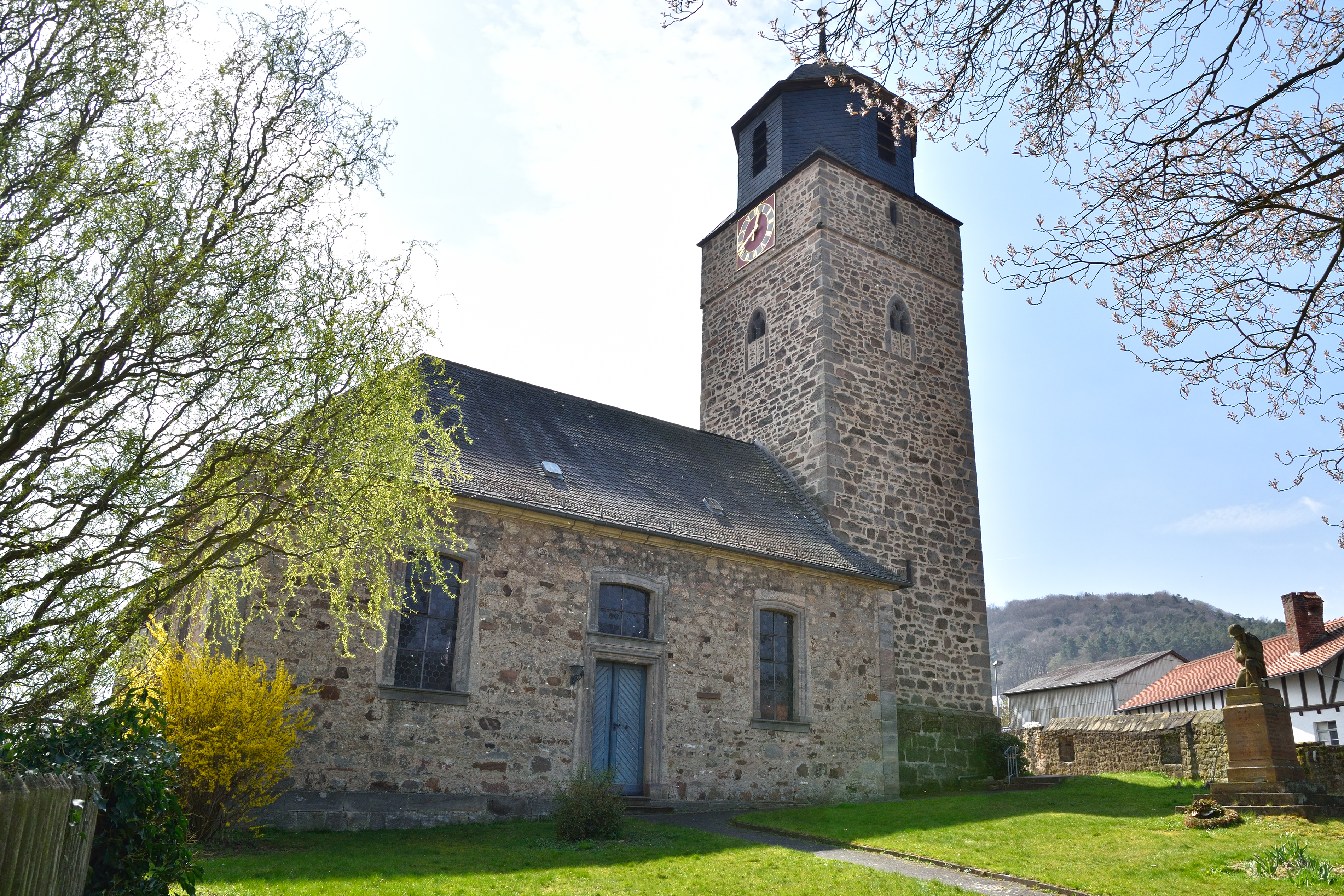
Evangelische Martinskirche aus dem 17. Jahrhundert

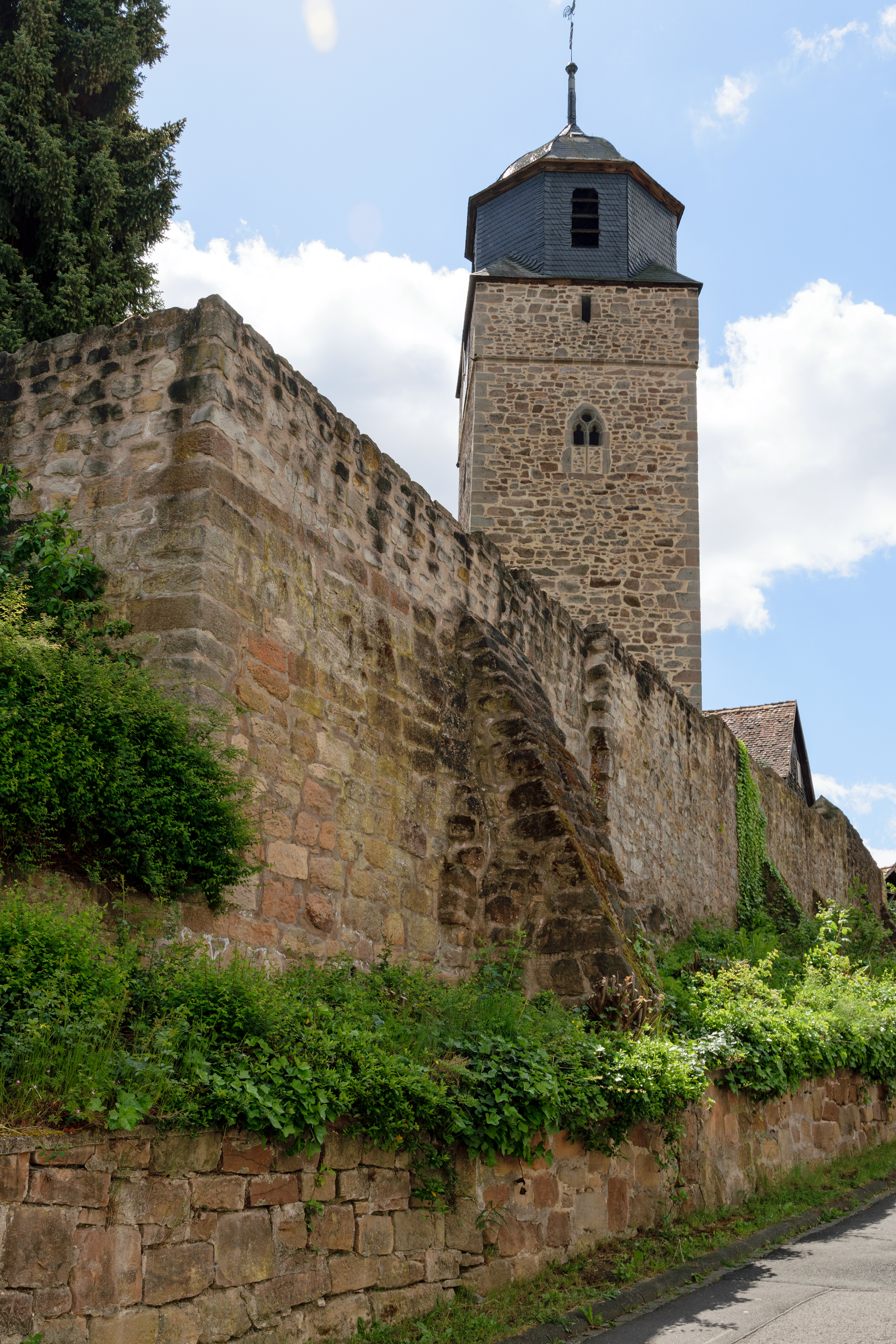
Turm und Mauer der evangelischen Martinskirche

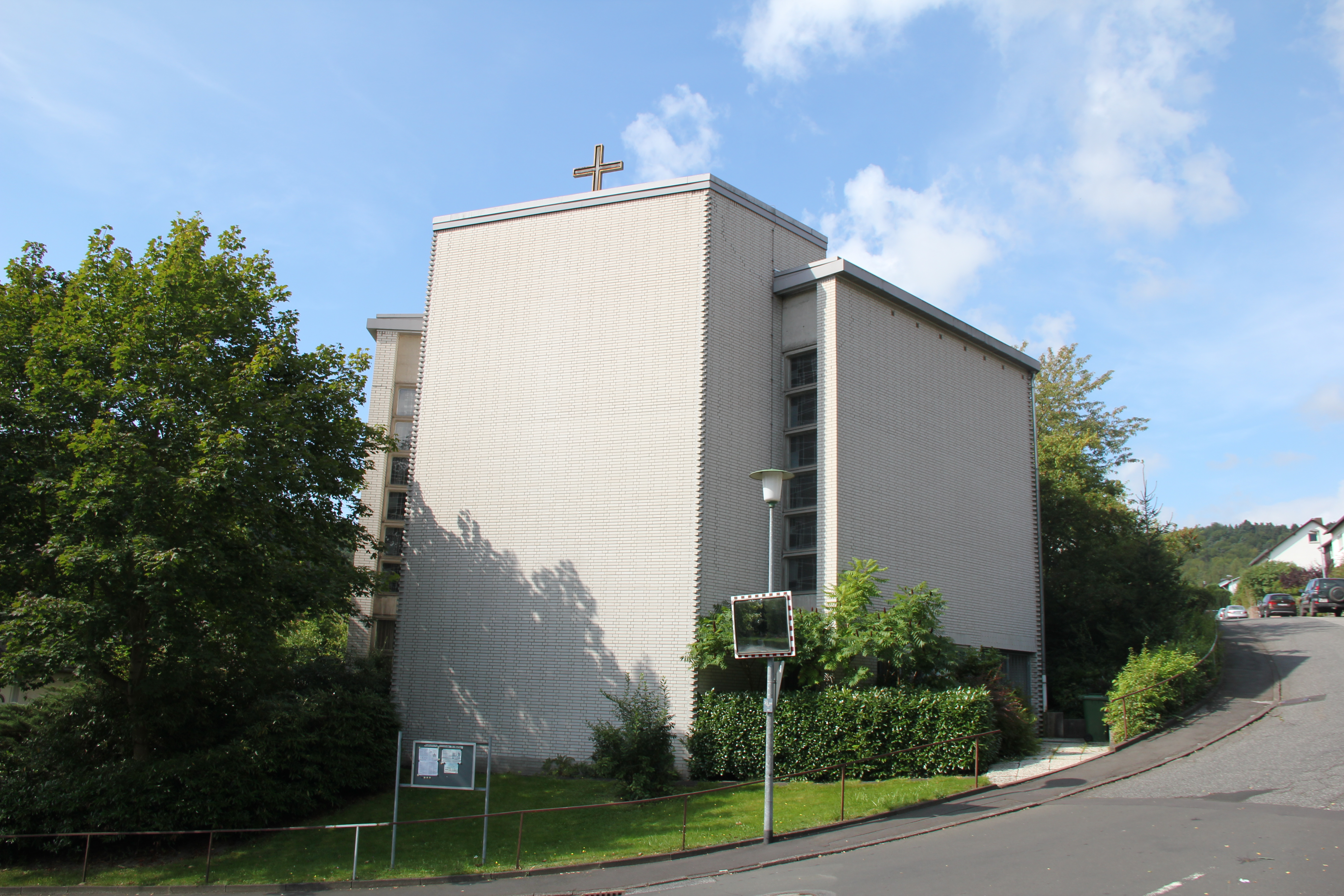
Katholische Filialkirche St. Martin

Insgesamt gibt es in Wehrda eine katholische und drei evangelische Kirchen. Die älteste ist die Martinskirche. Der Glockenturm diente ursprünglich als Schutz- und Wehrturm, der durch die heute noch vorhandene Schutzmauer abgesichert war. Die einstige Bestimmung lässt sich heute noch an den zahlreichen Schießscharten erkennen. Im 17. Jahrhundert wurde der Gottesdienstraum angebaut. In den 2000er Jahren wurde die Kirche innen und außen komplett saniert und am Glockenturm zwei Uhren angebracht, die zu jeder Stunde schlagen.
Weitere evangelische Gotteshäuser sind die neue Trinitatiskirche im nördlichen Neubaugebiet sowie die Evangeliumshalle des Diakonissen-Mutterhauses Hebron am Diakoniekrankenhaus. Sie wurden wie die katholische Kirche am Friedhof erst nach dem Zweiten Weltkrieg errichtet. Weitere kirchliche Einrichtungen sind die evangelischen Gemeindezentren am Huteweg und in der Wehrdaer Straße.

#### Friedhöfe
In Wehrda gibt es zwei Friedhöfe. Der Hauptfriedhof unterteilt sich in oberen, mittleren und unteren Friedhof, wobei letzterer der alte Diakonissenfriedhof ist. Der obere ist der größte. Dort steht auch die Kapelle.
Ein weiterer Friedhof liegt westlich des Diakoniekrankenhauses. Dort werden ausschließlich Diakonissen aus dem angrenzenden Mutterhaus beerdigt.

## Politik

### Ortsbeirat
- Linke: 1
- Grüne: 2
- SPD: 2
- CDU: 4

Für den Stadtteil Wehrda besteht ein Ortsbezirk mit Ortsbeirat und Ortsvorsteher nach der Hessischen Gemeindeordnung. Er umfasst das Gebiet der ehemaligen Gemeinde Wehrda. Für die Sitzverteilung siehe die nebenstehende Grafik. Zum Ortsvorsteher wählte der Ortsbeirat Dirk Vaupel (CDU).

### Wappen
Am 26. August 1965 genehmigte der Hessische Minister des Innern das Wappen mit folgender Beschreibung:
| Wappen von Wehrda | Blasonierung: „In einem von Gold und Blau geteilten Schild ein gegengezinnter Balken in verwechselten Farben.“ |
| Wappen von Wehrda | Wappenbegründung: Das Wappen basiert auf dem Wappen der Familie von Wehrda genannt Nodung, die im silbernen (weißen) Schild einen schwarzen Wellenbalken führten. Die Farben sollen auf den hellen Sandstein am Weißenstein und das Wasser der Lahn verweisen. |

### Flagge
Am 27. Juni 1966 genehmigte der Hessische Minister des Innern die Flagge mit folgender Beschreibung:

„Die Flagge zeigt in einer breiteren goldenen Mittelbahn im oberen Drittel das Ortswappen, beseitet von zwei schmaleren blauen Seitenbahnen.“

Eine amtliche Hissflagge führte die Gemeinde nicht. Lokal wird jedoch, angelehnt an die Bannerflagge, eine blau-gold-blaue Flaggenbahn, belegt mit dem Gemeindewappen verwendet.

## Kulturdenkmäler
Siehe Liste der Kulturdenkmäler in Wehrda

## Wirtschaft und Infrastruktur

### Verkehr
Wehrda ist über die autobahnähnlich ausgebaute Bundesstraße 3 mit der Ausfahrt „Wehrda/Cölbe“ an das Fernstraßennetz angeschlossen. Außerdem führen die Landesstraßen 3381 und 3089 durch das Ortsgebiet. Die Kreisstraße K 82 schneidet als Cölber Straße die Lahnschleife ab und verbindet über eine Lahnbrücke den Stadtteil mit dem Gewerbegebiet und der Bundesstraße und über eine weitere Lahnbrücke mit dem nahegelegenen Nachbarort Cölbe.
Die Main-Weser-Bahn verläuft durch das Einkaufszentrum, ein Haltepunkt ist geplant.
Den Öffentlichen Nahverkehr übernehmen die Linien 1 und 4, die am Sachsenring enden und zusammen einen 15-Minuten-Takt bilden. Die Linie 3 fährt am Wochenende alle 30 Minuten ins Einkaufszentrum. Die Linie 19 Ring Nord fährt einmal täglich und die Linie 19 Ring Süd zweimal täglich zum Universitätsklinikum auf den Lahnbergen. Außerdem halten in Wehrda die Überlandlinien 76 und 481.

### Unternehmen

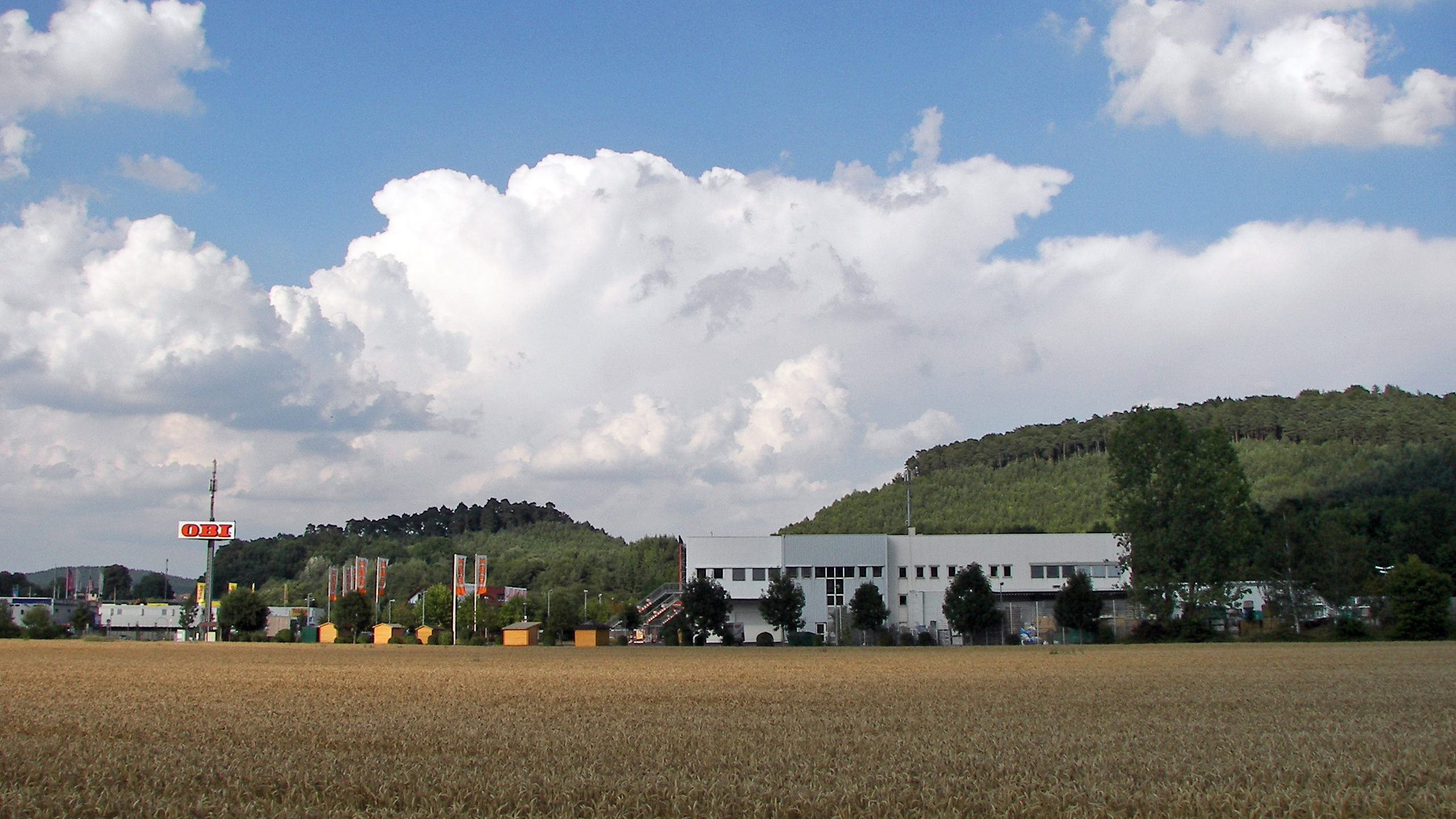
Der südliche Teil des Einkaufszentrums

Wehrda besteht aus drei Ortsteilen: Dem Ortskern, dem Einkaufszentrum und einem Gewerbegebiet. Im Ortskern besteht ein Diakonie-Krankenhaus. Im Einkaufszentrum gibt es ca. 40 Geschäfte auf einer Fläche von 1 km². Außerdem gibt es dort eine Tennishalle mit Plätzen und einen Reitverein. Südlich davon gibt es ein Gewerbegebiet, das südlich des Messeplatzes in das Marburger Gewerbegebiet Nord übergeht.

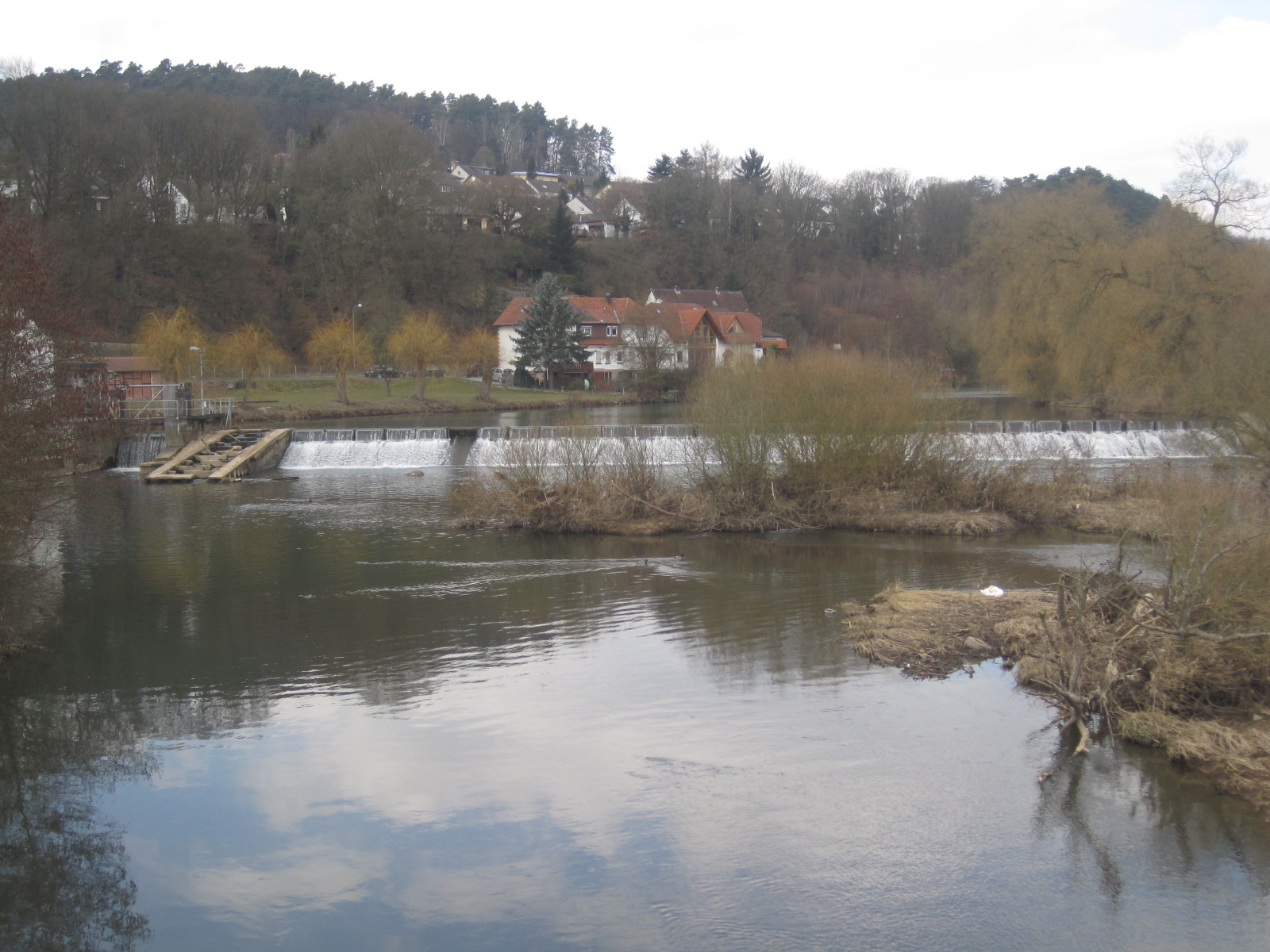
Lahn-Wehr bei Wehrda 2013
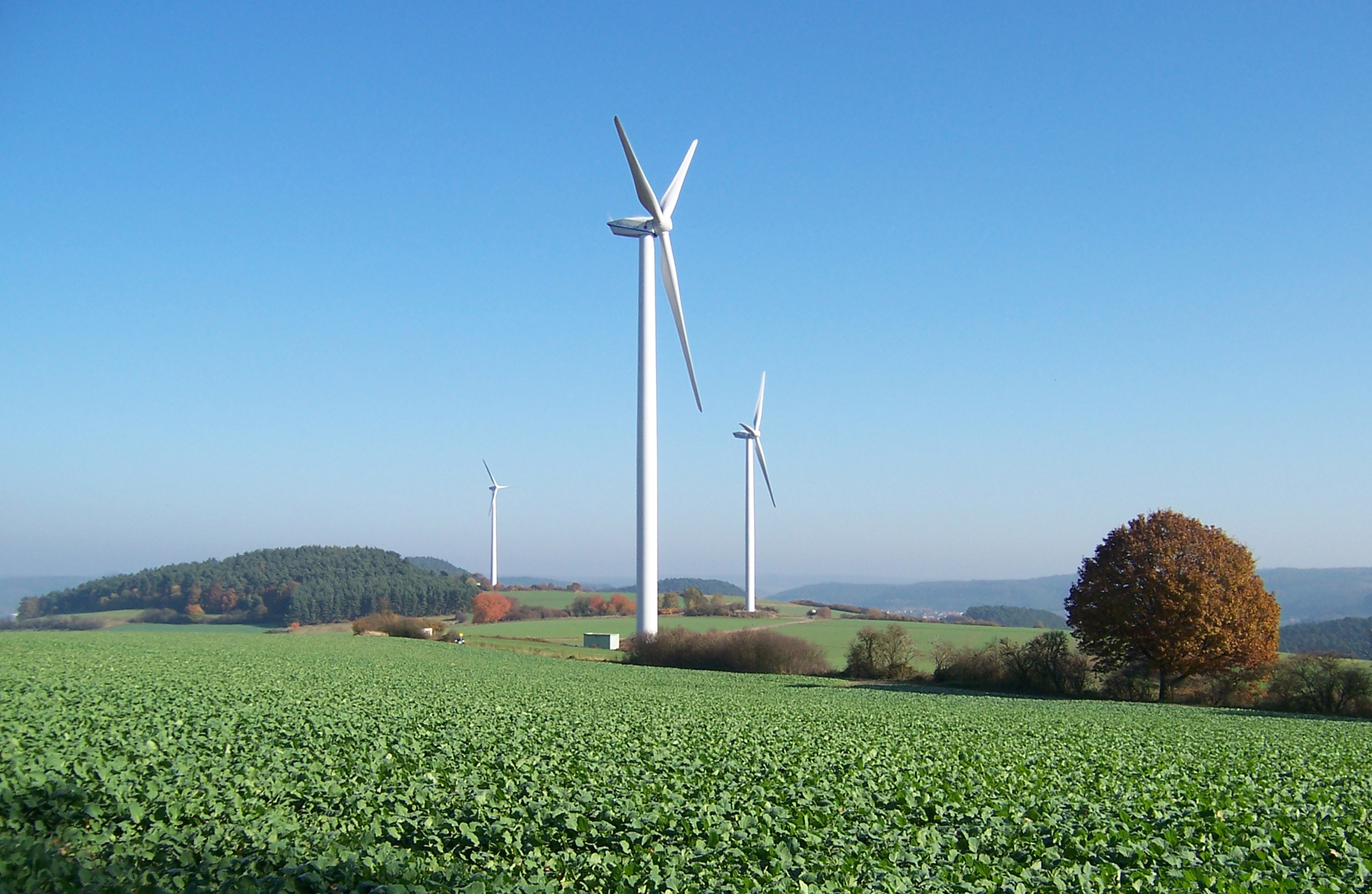
Windpark auf dem nordwestlichen Ortsgebiet
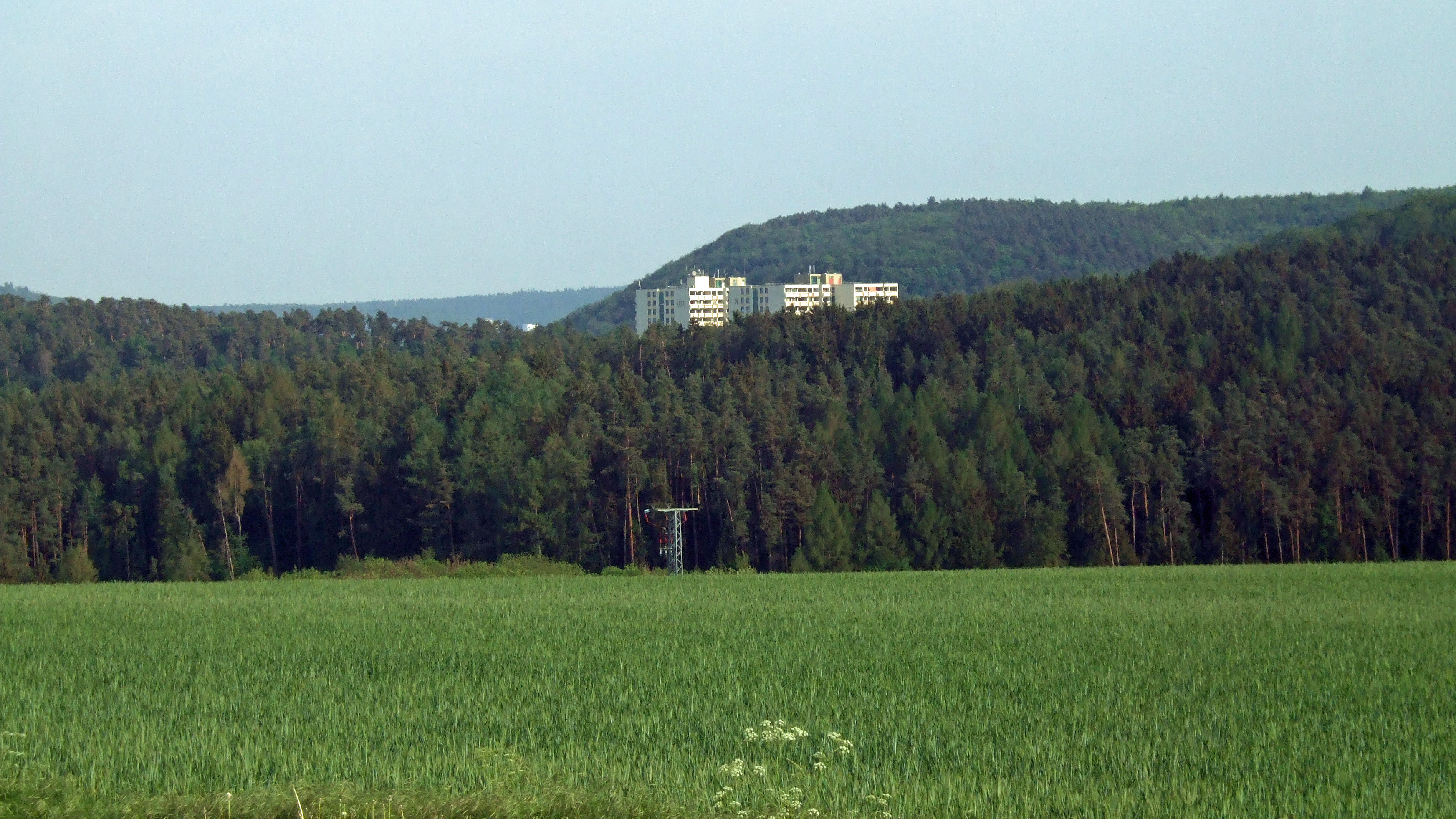
Blick vom Windpark auf die in den 1970er Jahren errichteten zwölfstöckigen Hochhäuser
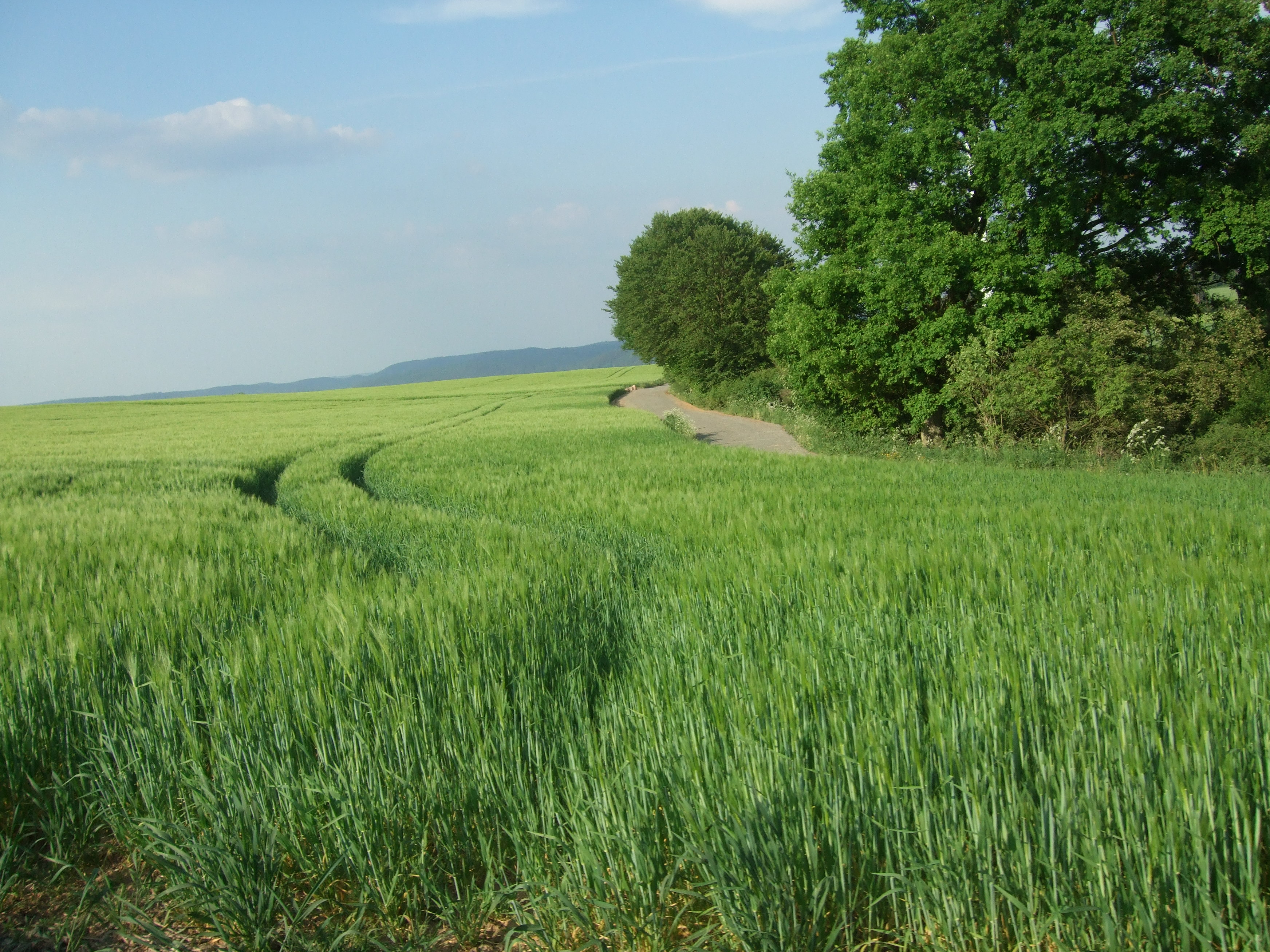
Ein Feld im nördlichen Ortsgebiet

## Persönlichkeiten
- Stephan Posthumus von Ungarn (1236–1271), Herzog von Slavonien und Patrizier Venedigs
- Nikola Hahn (* 1963), Schriftstellerin
- Matthias Carras (1964–2023), Sänger, DJ und Fernsehmoderator
- Daniela Sommer, geb. Neuschäfer (* 1978), Sportlerin und Politikerin
- Marie-Sophie Künkel (* 1992), deutsche Juristin und Politikerin (CDU)